# Silja Borgarsdóttir Sandelin
Silja Borgarsdóttir Sandelin, född 4 januari 1985 i Helsingfors, är en finländsk politiker och handbollsspelare.

## Politisk gärning
Silja Borgarsdóttir Sandelin har delvis isländsk härstamning och talar flytande isländska. Hon är politices kandidat vid Åbo Akademi. Hon var kandidat för Svenska folkpartiet i riksdagsvalet 2015. Hon var även kandidat för Svenska Folkpartiet i Europaparlamentsvalet 2014 då hon fick sammanlagt 3867 röster. Hon har tidigare bl.a. ställt upp i Riksdagsvalet i Finland 2011 och i kommunalvalet i Helsingfors 2012.
Silja Borgarsdóttir Sandelin har en bakgrund som förbundssekreterare för Svenska Folkpartiets ungdomsförbund Svensk Ungdom under åren 2009–2012, och har tidigare varit aktiv inom Åbo Akademis Studentkår.Hon har engagerat sig i Helsingforspolitiken och är medlem i Helsingfors idrottsnämnd sedan 2013 och valdes samma år till vice ordförande och 2015 till ordförande för SFP i Helsingfors krets. Under SFP:s partidag 2016 valdes Borgarsdóttir Sandelin till vice ordförande för SFP.
Borgarsdóttir Sandelin har även profilerat sig inom den nordiska ungdomspolitiken. År 2012 valdes hon till president för Ungdomens Nordiska råd efter att i två år ha varit medlem av presidiet.

## Sportsmannagärning
Silja Borgarsdóttir Sandelin spelar handboll för Helsingfors IFK (HIFK) i damernas FM-serie, Finlands högsta serie. Hon gjorde 29 mål i en FM-seriematch mot Dicken i november 2007, rekord för damernas FM-serie.  År 2012 blev hon finländsk mästare med HIFK.